# Societat Agrària de Transformació
Una Societat Agrària de Transformació (SAT) és en el Dret espanyol una societat civil de finalitat econòmic-social constituïda per a la producció, transformació i comercialització de productes agrícoles, ramaders o forestals, la realització de millores en el medi rural, la promoció i desenvolupament agrari i la prestació de serveis comuns que serveixin a aquesta finalitat.
Les principals diferències amb les cooperatives es deriven que a les Societats Agràries de Transformació no els afecten com a les primeres els principis de lliure adhesió i baixa voluntària dels socis, portes obertes o variabilitat del nombre de socis i del capital social.També es diferencien en els acords econòmics en els quals els socis es comprometen estatutàriament, ja que a les SAT es pot utilitzar el vot proporcional a la participació individual de capital social subscrit pels socis, a diferència de les cooperatives, que estan afectades per la regla de un soci, un vot.